# Paraclonistria nigramala
Genre
Espèce
Paraclonistria nigramala est une espèce de phasmes de Guadeloupe, la seule du genre monotypique Paraclonistria.
- Des spécimens de Paraclonistria sp. de la Dominique et de Saint-Kitts sont connus.

## Référence
- Lelong & Langlois 1998 : Lamponius lethargicus n. sp., Pseudobacteria donskoffi n. sp. and Paraclonistria nigramala n. gen., n. sp.: three new phasmids from Guadeloupe (Orthoptera, Phasmatodea). Bulletin de la Société Entomologique de France 103-3 pp 245-254.